# Morcone
Morcone è un comune italiano di 4 453 abitanti della provincia di Benevento in Campania.

## Geografia fisica
Il centro abitato si erge sulle ripide falde di un'altura collinare posta alle pendici del Massiccio montuoso del Matese, affacciandosi sulla valle del fiume Tammaro che qui si apre offrendo la visione di un ampio paesaggio collinare, nel quale si incastona il Lago del Tammaro, un bacino artificiale dovuto alla diga di Campolattaro.
In un territorio carsico, ricco di fonti sorgive e di corsi d'acqua, il centro storico è circondato dalla forra del torrente San Marco (impetuoso corso d'acqua stagionale, a sud) e dal torrente Rio Vivo (corso d'acqua perenne, a nord).
Tra le alture ai confini con il territorio di Pontelandolfo, ai piedi del Monte Calvello, all'interno del Sito di Importanza Comunitaria  (oggi Zona di Conservazione Speciale) ZSC IT 8020009 "Pendici meridionali del Monte Mutria", in una conca carsica che termina in un inghiottitoio a quota 875 m slm, si espande il Lago Spino, corpo idrico tutelato a norma del Codice dei Beni Culturali (D.Lgs.22 gennaio 2004 n.42 art.142). L'inghiottitoio di Lagospino, esplorato fino alla profondità di 11 m., è presente nel Catasto delle Grotte della Campania (cp 1247).
In località San Benedetto è presente un laghetto utilizzato per la pesca sportiva.

## Storia
L'attuale Morcone è stata edificata su un insediamento sannita, di cui s'ignora il nome antico e del quale restano diverse testimonianze come il recinto fortificato in opera poligonale (V-IV secolo a.C.) utilizzato successivamente come basamento delle mura del castello, e tratti del terrazzamento megalitico che circonda l'abitato, dai terreni all'interno del cui perimetro sono emersi numerosi frammenti ceramici di IV-III secolo a.C.
Il comune fu citato per la prima volta nel 776 d.C. quando era sede di un gastaldato longobardo.
Dal 1058 al 1122 fu sede vescovile.
Nel 1122 venne citata per la prima volta l'esistenza del castello dove si rifugiò Giordano conte di Ariano, sconfitto da Guglielmo il Normanno.
Con Ruggero II di Sicilia detto il Normanno Morcone divenne di proprietà regia e fu dotata di statuti municipali (le Antique Assisie) confermati da Margherita di Durazzo nel 1381.
Feudo dei Gaetani, dei Carafa, dei D'Aponte e dei Baglioni, dopo l'abolizione del feudalesimo (1806) entrò a far parte del Contado del Molise e, nel 1861, lusingato da promesse di vantaggi territoriali e politico amministrativi aderì al distacco dalla provincia di Molise per congiungersi alla nuova provincia di Benevento.

### Simboli
Lo stemma della città rappresenta un leone rampante e una rosa. Il 
leone, simbolo di forza, vuole alludere all'epiteto di validam urbem che Titolo Livio diede a Murgantia nel suo Ab Urbe condita.
Il gonfalone è un drappo di azzurro.

### Onorificenze
Il Comune di Morcone, per le sue tradizioni storiche e per i meriti acquisiti dalla sua comunità, è 
stato insignito del titolo di Città con decreto del presidente della Repubblica del 4 maggio 1998.

## Monumenti e luoghi d'interesse

### Centro storico
Il centro storico di Morcone si sviluppa a ventaglio lungo un monte alla cui sommità si notano gli importanti resti del castello medievale. Le varie strade, per lo più strette, tortuose e costituite da gradinate in pietra locale, si aprono fra le varie case.
I più antichi nuclei dell'abitato, come documentato in una fonte archivistica del XIV secolo, si aggregavano a ridosso delle mura di cinta urbane, attestate già nel 1054, in corrispondenza di sei Porte, che davano denominazione ai sei comparti amministrativi dell'Universitas . Delle sei Porte civiche se ne conserva solo una, chiamata Porta San Marco, essendo le altre state abbattute in varie epoche, in relazione a lavori di ammodernamento e allargamento delle strade di accesso al paese.
I sestieri (Porte) si aggregavano ciascuno intorno ad una chiesa parrocchiale, che faceva da riferimento identitario, oltre che religioso. Di esse rimangono in vita, anche se modificate in epoche varie e, in qualche caso ricostruite in luoghi e forme diverse dall'originale, le chiese di Santa Maria de Stampatis, di San Marco e di Sant'Angelo.
La chiesa di Santa Maria de Stampatis, eretta a santuario mariano diocesano con il titolo di Madonna della Pace, conserva l'impostazione romanica a tre navate che proseguono nel presbiterio che si eleva con alcuni gradini, terminando in tre absidi. La tozza torre campanaria, che si innalza davanti alla facciata principale, fungendo da pronao, presenta una sopraelevazione edificata a mattoni negli anni '30 del Novecento, che termina in una cupola a quattro falde ricurve, dipinta a vistose fasce verticali. L'interno è frutto di un rifacimento successivo al crollo della copertura nel terremoto del 1688. Il tempio, oltre ad alcuni dipinti ed affreschi parietali, custodisce una antica scultura lignea della Vergine, di pregevole fattura, ritenuta miracolosa, che si vuole essere stata dissepolta dalla terra e qui portata dagli abitanti della contrada "Stampa".
Sito sulla sommità del centro abitato, il Castello (la Rocca) domina strategicamente il paesaggio circostante. Venne eretto probabilmente nel X secolo anche se la prima notizia documentata risale al 1122. I ruderi del castello, costituiti prevalentemente da tronconi di mura perimetrali, evidenziano come esso sia stato edificato su un insediamento sannita. La parte inferiore del basamento è costituita infatti da blocchi di pietra in opera poligonale, comuni a tutte le strutture fortificate sannite.. Si conserva ancora l'ingresso della fortezza, costituito da un portale con arcata a sesto acuto.
Nel piazzale adiacente al castello si erge la chiesa di San Salvatore: l'antico edificio sacro sorge sui resti di un tempio di epoca ellenistica, come testimoniano i resti di muratura isodoma trovate al di sotto della pavimentazione attuale, durante gli ultimi lavori di restauro che hanno alterato pesantemente l'edificio. La chiesa raggiunse il suo massimo splendore nell'XI secolo quando divenne sede vescovile, funzione che mantenne per un secolo circa. Al suo interno sono malamente conservate tracce di affreschi, un fonte battesimale del XVII secolo e un sarcofago del 1316.
Se l'insediamento della Rocca costituì nel Medioevo il principale riferimento del potere feudale, il polo civico va identificato nell'edificio del Sedile Universitatis, posto nella parte bassa della collina, della cui loggia, nonostante le trasformazioni subìte nel tempo, sono visibili alcune strutture all'interno della attuale sede del Centro Anziani, emerse dopo recenti lavori di ristrutturazione. La chiesetta civica dedicata a san Nicola, prospiciente l'edificio dell'Universitas, è attualmente destinata a sede di una associazione culturale.
Nella parte centrale del borgo sorge la piazza San Bernardino, dominata dalla facciata della chiesa civica edificata nel XVI secolo, dedicata al santo senese. La chiesa di San Bernardino, distrutta da un incendio sviluppatosi nel maggio 1917, dal quale si salvò la facciata e parte dell'abside, è stata riedificata nel 1987, con funzioni di "piazza coperta", in forme che si richiamano al Razionalismo architettonico. L'ex chiesa viene utilizzata per eventi musicali, mostre e conferenze. La facciata ricalca ritmi compositivi della basilica di San Bernardino dell'Aquila, a testimoniare gli antichi scambi culturali tra Morcone e gli Abruzzi, in relazione alla pratica della transumanza lungo il Tratturo Pescasseroli-Candela, che attraversa le colline del Tammaro. Morcone fu al centro di scambi commerciali legati alla pastorizia transumante in quanto centro di lavorazione della lana per la produzione di panni. Attività che segnò, dal XV secolo, una fase di crescita economica e sociale, in cui va inserita la urbanizzazione di questo comparto urbano, che era rimasto inedificato fino a quel periodo. Al vertice della facciata un bel tondo maiolicato rappresenta lo stemma civico originario (leone rampante con il giglio), poi sostituito dall'attuale blasone (leone rampante con la rosa), che si ritrova invece sul piccolo edificio posto al lavo nord della piazza, che in antico fu la Loggia della Dogana, luogo di contrattazioni, di riscossione e controllo fiscale e di riunioni civiche.
All'interno del borgo si aprono altre piccole piazze, che un tempo furono luoghi di attività artigiane e commerciali: tra esse le più suggestive sono piazza del Pozzo (adornata da una bella fontana con lavatoio del 1826) e piazza San Marco.
La chiesa di San Marco (demolita e ricostruita su volontà del parroco pro tempore) presenta un suggestivo ciclo di vetrate artistiche tra cui dodici composizioni con scene della Via Crucis, che vengono contestualizzate con la rappresentazione di personaggi, temi e problemi del mondo contemporaneo (Giovanni Paolo II, Aldo Moro, madre Teresa di Calcutta, le manifestazioni per la pace, la fame nel terzo mondo).
Delle tredici chiese parrocchiali di un tempo restano attive, oltre quelle nominate, la piccola chiesa di San Martino e la chiesa di San Michele Arcangelo. Suggestiva, anche se chiusa al culto, la chiesa di San Giovanni de Restauratis, nella parte alta del paese, sul cui sagrato si innalza la torre dell'orologio civico.
Nel cuore del borgo è situata la chiesa della SS.ma Annunziata, con l'annesso convento sorto come cenobio della congregazione dei Celestini, poi ampliato dai Domenicani che lo ebbero nei dal 1700 al periodo francese del regno di Napoli (1806-1815) . Fu poi tenuto dai padri Liguorini della Congregazione del Santissimo Redentore fino agli anni '70 del 1900. Oggi l'ex convento è sede di servizi sanitari.
Sulla piazza della Libertà, accanto all'edificio scolastico, si apre la cappella di Sant'Onofrio, sede della Congregazione della Madonna del Carmelo, rappresentata in una tela del XVII secolo. Nel piccolo interno si ammirano affreschi ed un prezioso organo del '700.
Il terremoto del 1980 ha causato non pochi danni al tessuto urbanistico: il Palazzo municipale, ricostruito ex novo su un fabbricato storico parzialmente risparmiato, è considerato un esempio di buona riuscita di innesto tra architettura contemporanea e preesistenza antica

### Ai margini del borgo antico

#### Parco Comunale "Tommaso Lombardi" - Villa Comunale
Alla fine degli anni 1920 l'allora podestà Della Camera ritenne di utilizzare uno spazio libero, creato da una frana, per la realizzazione della villa comunale; denominata Parco della Rimembranza, al suo interno fu realizzato il monumento dedicato ai caduti della Grande guerra. All'epoca la villa era molto estesa ma nel 1964 una seconda frana si abbatté sulla villa riducendola alle dimensioni attuali.
Dispone anche di giostre, un campo da tennis e uno spazio dedicato a manifestazioni estive. Nel 2010 fu intitolata al cittadino e sindaco di Morcone Tommaso Lombardi.

#### Piazza Manente
È un'ampia terrazza panoramica situata alla base del borgo, collocata sul terrazzo dell'Istituto Scientifico don Giuseppe Diana. La piazza trae il nome dal compositore e primo direttore d'orchestra della banda della Guardia di Finanza italiana, Giuseppe Manente nato proprio nel paesino. È una piazza a pianta rettangolare, molto composta e rigida composta da tre riquadri consecutivi posti su diversi piani d'altezza e uguali l'uno all'altro.
Chiesa di San Rocco
La chiesetta, di semplice architettura a navata unica, è sita a 500 metri dal Castello ed è raggiungibile grazie ad una strada comunale. Edificata accanto a un antico luogo di sepoltura di defunti probabilmente in epoca di peste, malattia per cui il santo di Montpellier è invocato come protettore. Immersa nel verde, è posta a poca distanza da una fontana dalla quale sgorga acqua freschissima. Il 16 agosto di ogni anno, durante la festività di San Rocco, le "frese" (grossi biscotti) vengono lavate e mangiate, in ricordo della tradizione popolare che narra che un cane portasse ogni giorno il pane al santo mentre era in isolamento perché aveva contratto la peste.
Convento dei Frati Cappuccini
Venne eretto nel 1603 per volere del marchese D'Aponte. Vi tenne il suo noviziato san Pio da Pietrelcina che fu ammesso il 6 gennaio 1903. La cella dove ha vissuto il santo è stata musealizzata ed ospita diversi paramenti ed oggetti sacri. Nel refettorio sono siti due dipinti raffiguranti la fuga della Sacra Famiglia in Egitto e l'adorazione dei Magi. Al convento è annessa la chiesa dei Santi Apostoli Filippo e Giacomo.
Antico Mulino Florio
Su di un preesistente mulino ad acqua documentato fin dal XVI secolo, l'attuale edificio è un piccolo esempio di archeologia industriale, dotato di una enorme vasca per il deposito di acqua (la “fota”) derivata dal corso del vicino torrente San Marco, che aziona la ruota collegata alla mola per la macina del grano. Restaurato nel 2012 è stato restaurato e riconsegnato alla memoria cittadina dalla famiglia Florio. Utilizza grani antichi per la produzione dimostrativa di farina, a scopo didattico.

#### Chiesa dell'Addolorata
In contrada Piana, non lontano dallo scalo ferroviario, sorge la piccola chiesa dell'Addolorata, eretta nel 1670 per volontà del sacerdote don Alfonso Sannia, appartenente ad una insigne famiglia morconese. Conserva una grande tela del XVIII secolo raffigurante la Madonna dei sette dolori.

### Aree naturali
- Oasi Lago di Campolattaro (SIC IT8020001) (ZPS IT8020015)[35]
- Parco didattico "Lo Scoiattolo"
- Sito d'Importanza Comunitaria "Pendici Meridionali del Monte Mutria", comprendente parte del territorio montano, inserito nel programma Natura2000
- Forra del torrente Sassinora
- Fiume Tammaro, Zona di Protezione Speciale inserita nel programma Natura2000
- Il Comune è inserito nella proposta di perimetrazione di un parco nazionale del Matese[36] (l.205/2017 art.1.c.1116-1117)

## Società

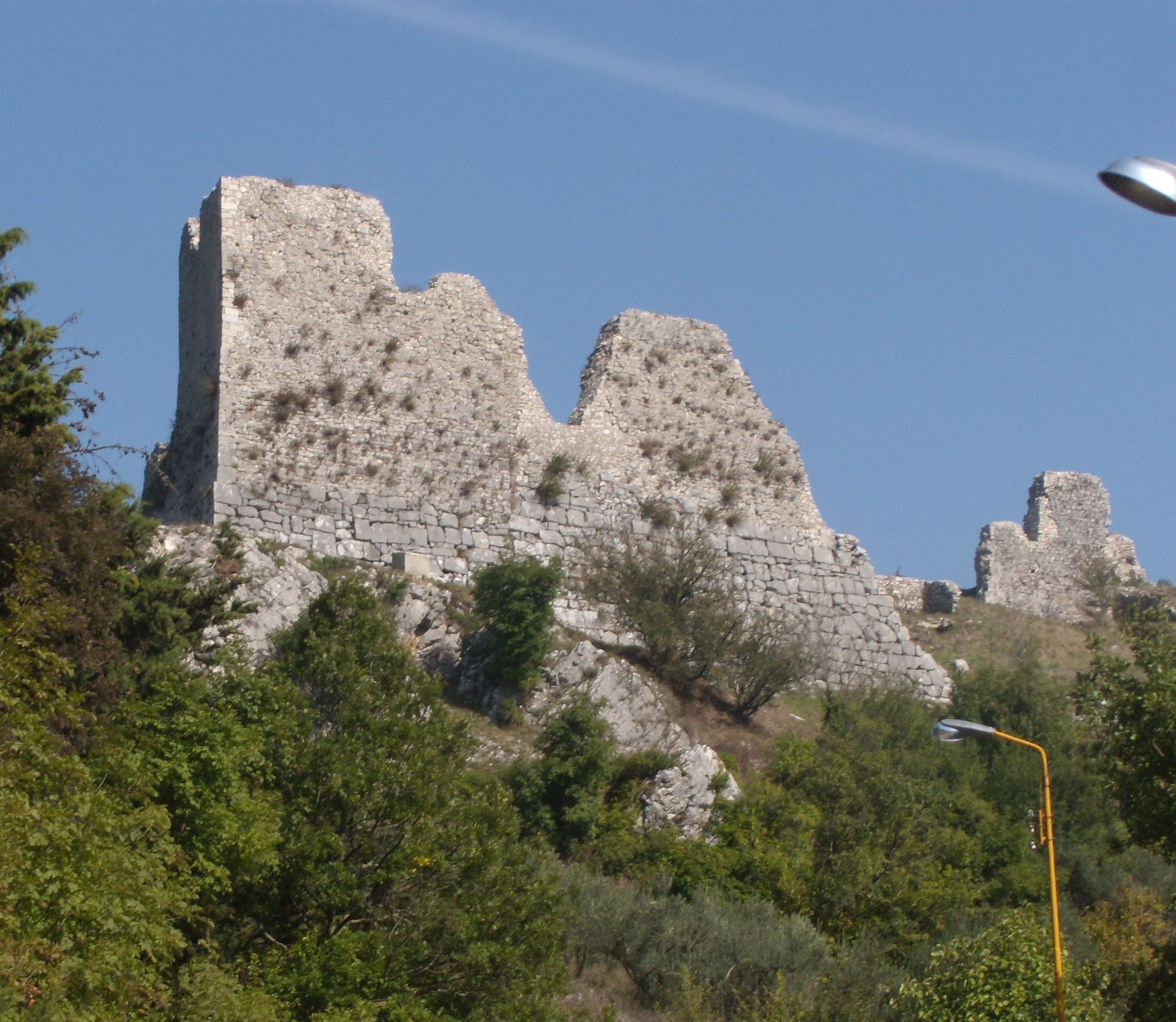
I resti del Castello.

### Evoluzione demografica
Abitanti censiti

## Cultura

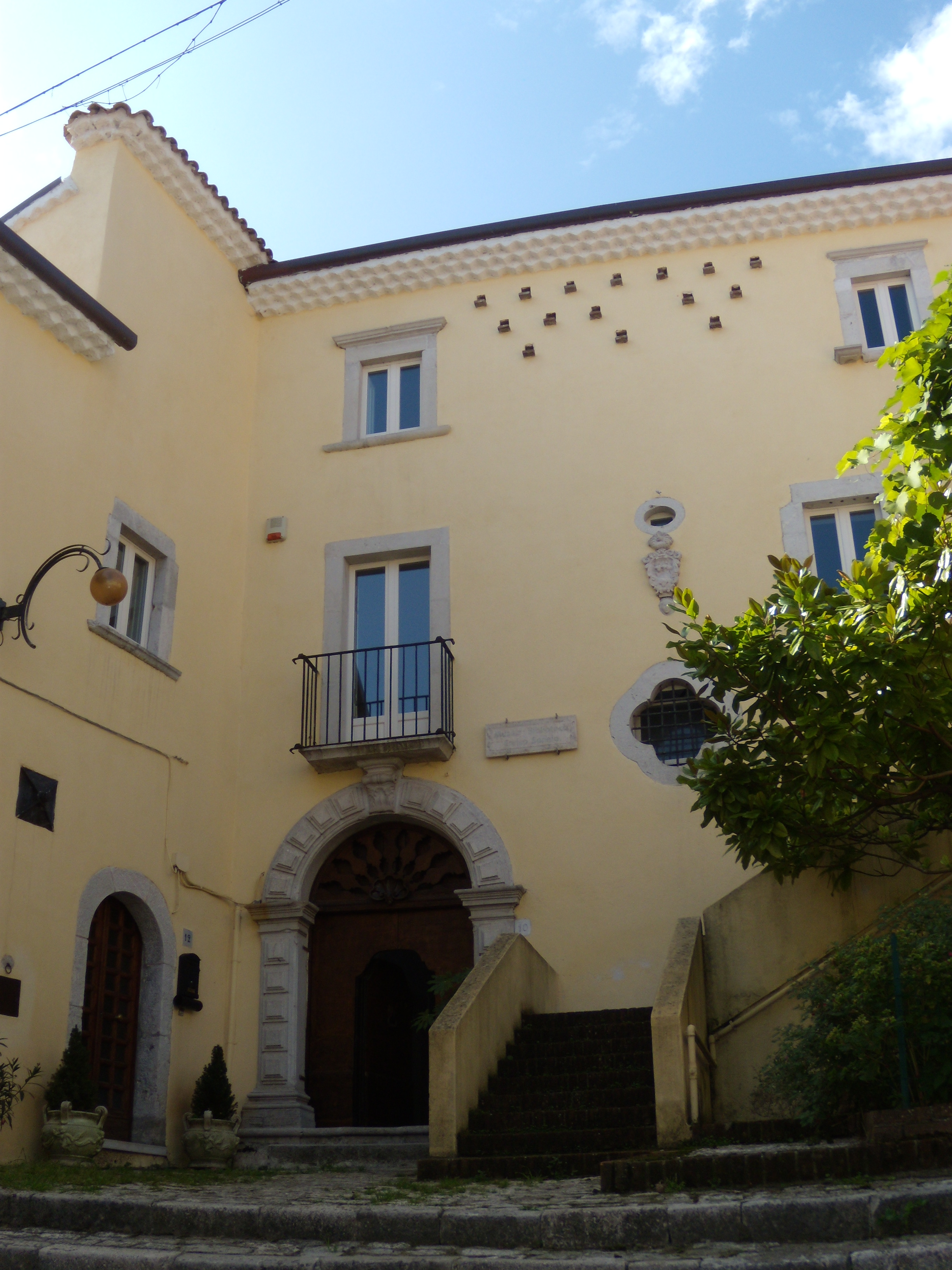
Casa Sannia, sede della Biblioteca e del Museo.

La casa che appartenne alla famiglia, il cui esponente più illustre fu Achille Sannia (1822-1892), matematico, deputato al Parlamento e Senatore del Regno d'Italia, fu acquisita dal Comune nella seconda metà del Novecento. Vi ha sede il Museo civico "Enrico Sannia", che ospita l'Archivio storico del Comune e la Biblioteca comunale, oltre a custodire una raccolta di cimeli e reperti archeologici provenienti dal territorio comunale ed opere di artisti contemporanei. Nell'edificio, sorto tra XVI e XVIII secolo, è suggestiva la visita dell'antica cucina. Nel giardino attiguo è presente un piccolo teatro all'aperto ove nella stagione estiva si tengono rappresentazioni teatrali e musicali.
A Morcone ha sede l'Istituto di Istruzione Superiore intitolato a don Giuseppe Diana, testimone dell'impegno contro le mafie, che comprende il liceo scientifico di Morcone e di Colle Sannita (Liceo e Istituto Alberghiero).
La Scuola civica musicale Accademia Murgantina organizza attività educative comprendenti propedeutica musicale, insegnamento di vari strumenti e promozione dell'ascolto della musica dal vivo attraverso l'organizzazione di concerti.
Morcone è sede della manifestazione Il Presepe nel Presepe, che mette in scena ogni anno uno dei Presepi viventi tra i più belli in Italia.
La Fiera di Morcone si svolge nel Centro Fiere alla Piana di Morcone, in un'area espositiva di circa 40.000 mq, nella seconda metà di settembre; è rivolta principalmente ai settori dell'agricoltura, zootecnia, edilizia, artigianato, gastronomia, arredamento. La Fiera è sede di manifestazioni culturali, convegni e incontri tematici.

## Infrastrutture e trasporti

### Strade
Il comune è servito da un'uscita della strada statale 87 Sannitica, ed è interessato dalle strade provinciali 29, 55, 66, 67, 69, 70, 71, 72, 73 e 127.

### Ferrovie
Il comune è servito dalla stazione di Morcone, sulla ferrovia Benevento-Campobasso, attiva solo a fini turistici. Nel territorio comunale e sulla stessa linea sono inoltre situate le stazioni di Santa Croce del Sannio, di Sassinoro e di Santa Maria Colle di Serra, la prima attiva solo a fini turistici e le altre due dismesse.

## Amministrazione
| Periodo          | Periodo          | Primo cittadino                          | Partito                                                  | Carica      | Note |
| ---------------- | ---------------- | ---------------------------------------- | -------------------------------------------------------- | ----------- | ---- |
| 24 marzo 1946    | 18 giugno 1951   | Vincenzo Mobilia                         | Partito Repubblicano Italiano                            | Sindaco     |      |
| 24 giugno 1951   | 9 giugno 1952    | Romolo Vascello                          | Partito Socialista Italiano                              | Sindaco     |      |
| 10 giugno 1952   | 15 giugno 1956   | Valentino Domenicantonio Vittorio Prozzo | Democrazia Cristiana                                     | Sindaco     |      |
| 16 giugno 1956   | 26 novembre 1960 | Tommaso Lombardi                         | Democrazia Cristiana                                     | Sindaco     |      |
| 27 novembre 1960 | 20 dicembre 1964 | Tommaso Lombardi                         | Democrazia Cristiana                                     | Sindaco     |      |
| 21 dicembre 1964 | 23 giugno 1970   | Umberto Iorio                            | Democrazia Cristiana                                     | Sindaco     |      |
| 24 giugno 1970   | 4 luglio 1975    | Tommaso Paulucci                         | Democrazia Cristiana                                     | Sindaco     |      |
| 5 luglio 1975    | 8 luglio 1980    | Tommaso Paulucci                         | Democrazia Cristiana                                     | Sindaco     |      |
| 9 luglio 1980    | 17 luglio 1985   | Tommaso Paulucci                         | Democrazia Cristiana                                     | Sindaco     |      |
| 18 luglio 1985   | 6 giugno 1990    | Ruggero Cataldi                          | Democrazia Cristiana                                     | Sindaco     |      |
| 7 giugno 1990    | 4 aprile 1993    | Ruggero Cataldi                          | Democrazia Cristiana                                     | Sindaco     |      |
| 5 aprile 1993    | 22 aprile 1995   | Tommaso Paulucci                         | Democrazia Cristiana                                     | Sindaco     |      |
| 23 aprile 1995   | 12 giugno 1999   | Aurelio Bettini                          | Partito Popolare Italiano                                | Sindaco     |      |
| 13 giugno 1999   | 28 febbraio 2000 | Aurelio Bettini                          | Partito Popolare Italiano                                | Sindaco     |      |
| 29 febbraio 2000 | 27 febbraio 2001 | Raffaele D'Agostino                      |                                                          | Commissario |      |
| 28 febbraio 2001 | 12 giugno 2001   | Fiorentino Boniello                      |                                                          | Commissario |      |
| 13 giugno 2001   | 28 maggio 2006   | Rosario Spatafora                        | L'Ulivo                                                  | Sindaco     |      |
| 29 maggio 2006   | 27 dicembre 2007 | Rosario Spatafora                        | L'Unione                                                 | Sindaco     |      |
| 28 dicembre 2007 | 15 aprile 2008   | Floriana Maturi                          |                                                          | Commissario |      |
| 16 aprile 2008   | 25 maggio 2013   | Costantino Fortunato                     | Lista civica Con i cittadini, per i cittadini PDL, Udeur | Sindaco     |      |
| 27 maggio 2013   | 9 giugno 2018    | Costantino Fortunato                     | Lista civica Continuità nel cambiamento                  | Sindaco     |      |
| 10 giugno 2018   | 13 maggio 2023   | Luigino Ciarlo                           | Lista civica CambiAMO Morcone                            | Sindaco     |      |
| 15 maggio 2023   | in carica        | Luigino Ciarlo                           | Lista civica CambiAMO Morcone                            | Sindaco     |      |

### Gemellaggi
- Penela

## Sport
La principale squadra di calcio della città è l'A.S.D. Morcone Calcio che milita nel campionato molisano di Promozione.